# Корабль в бурю
«Корабль в бурю» — картина русского художника-мариниста Ивана Айвазовского, написанная в 1899 году в Баку. Хранится в Национальном музее искусств Азербайджана в Баку. Справа внизу стоит подпись: Айвазовский, 1899 г.

## История картины
В 1899 году Иван Айвазовский посетил Баку. Здесь он остановился в гостинице «Метрополь» (ныне в этом здании расположен Музей азербайджанской литературы имени Низами Гянджеви). Из номера, который снял художник, открывался живописный вид на бухту. По словам очевидцев, Айвазовский ранним утром уходил на берег Каспийского моря, где его можно было видеть за мольбертом. Вернувшись в гостиницу, художник работал над большим полотном.
Картина «Корабль в бурю» была закончена спустя полтора месяца. По одним данным, эту картину у художника приобрёл владелец крупного мебельного магазина, который стремился прослыть знатоком и ценителем искусств. Позже в один из торжественных дней он преподнёс полотно бакинскому нефтепромышленнику и меценату Гаджи Зейналабдину Тагиеву. По другим же данным, картину заказал у Айвазовского сам Тагиев.
Много лет картина висела в кабинете Тагиева в его особняке (ныне — здание Национального музея истории Азербайджана). Позже, после советизации республики и перехода особняка Тагиева к советской власти, картина стала частью экспозиции Азербайджанского государственного музея искусств, изначально расположенного в этом же здании.
Сегодня эта картина выставляется в одном из новых зданий Национального музея искусств Азербайджана и занимает одно из центральных мест в экспозиции коллекции русского искусства музея. В самом же здании Музея истории Азербайджана, в бывшем кабинете Тагиева (ныне — Мемориальный музей Г. З. Тагиева) висит копия картины в знак уважения к бывшему владельцу особняка.
В 2019 году копия картины, выставленная в Музее истории Азербайджана, была отреставрирована художником-реставратором музея Ибрагимом Гаджиевым.

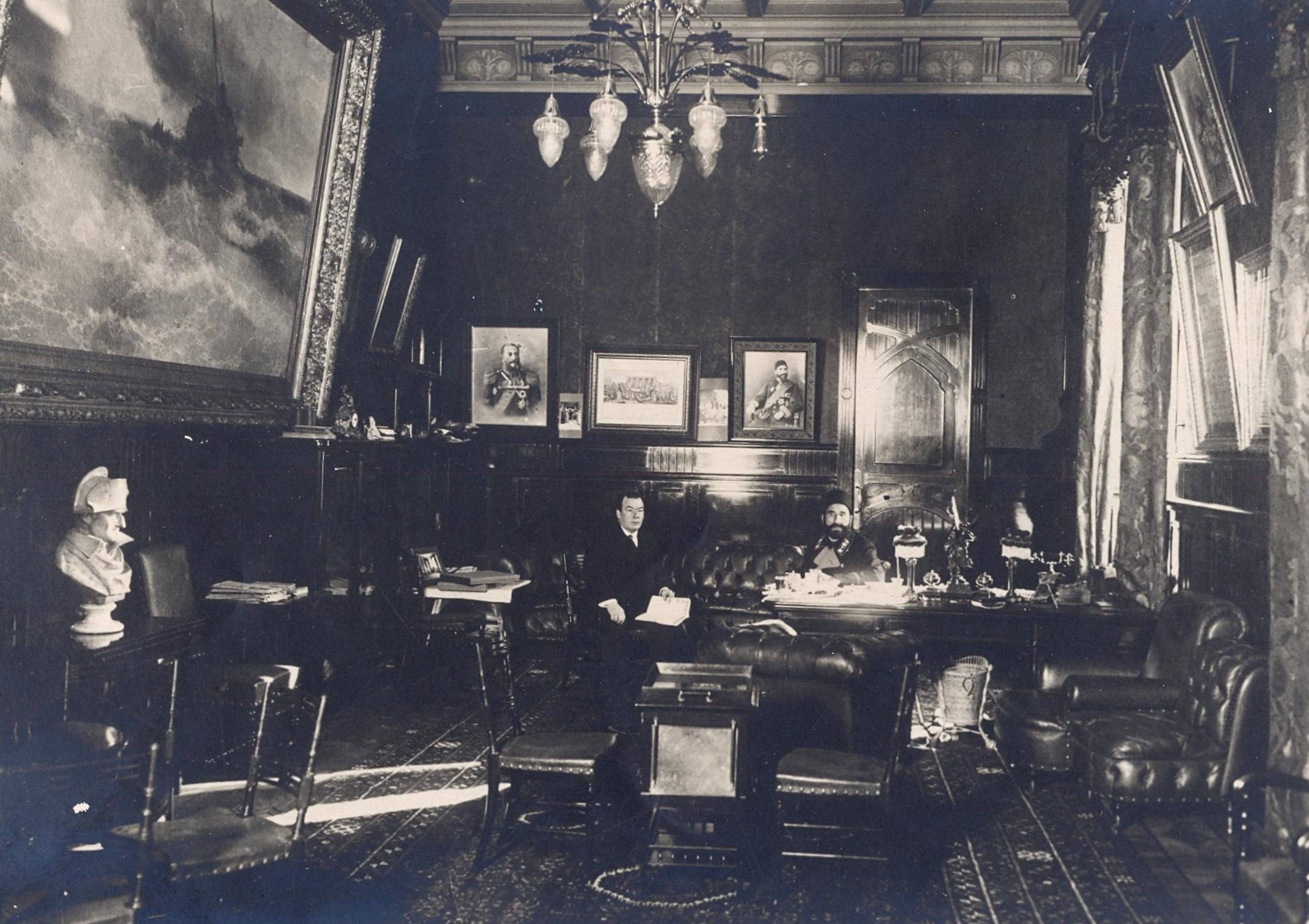
Г. З. Тагиев (справа) в своём кабинете. Слева висит картина Айвазовского «Корабль в бурю». Начало XX века
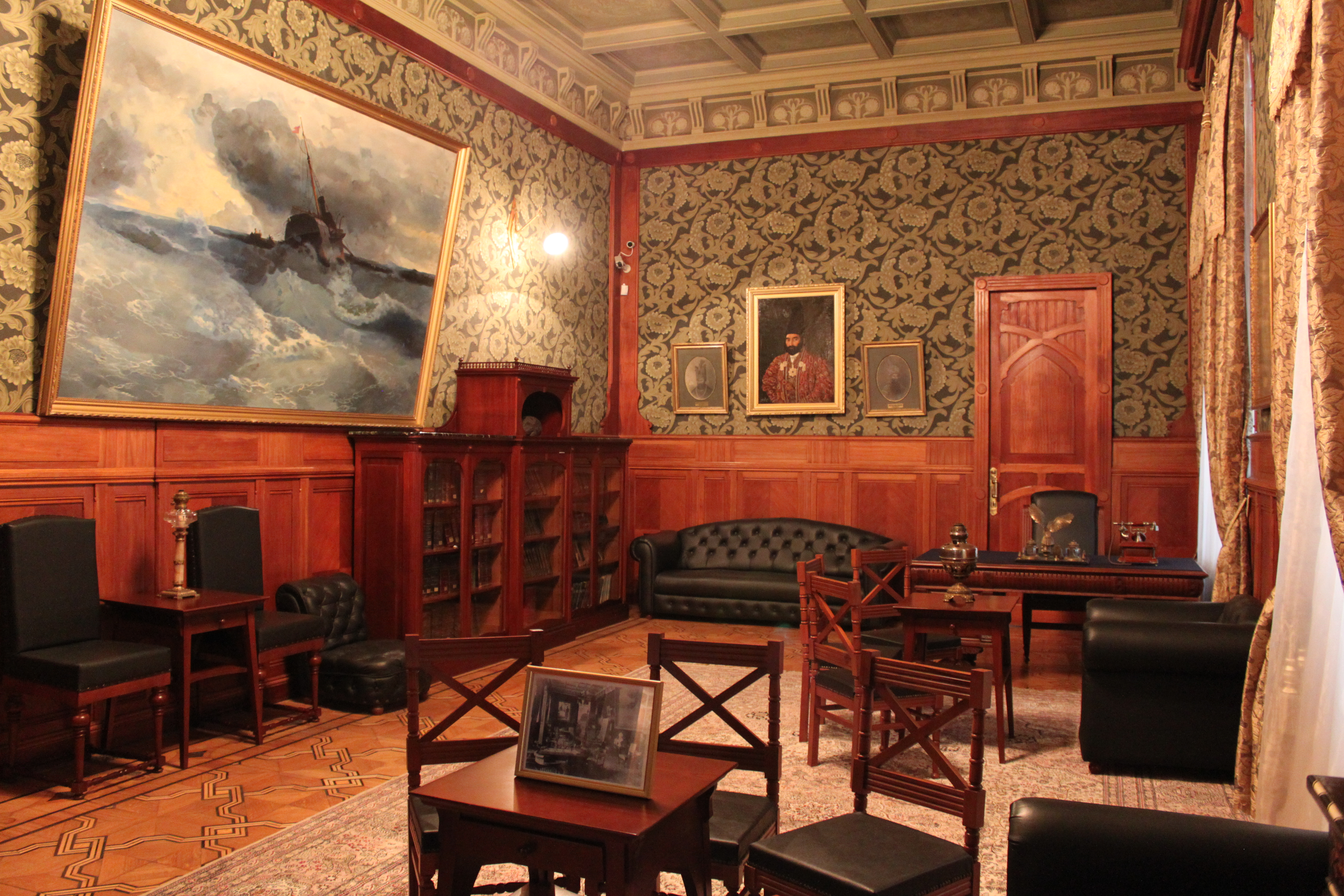
Бывший кабинет Тагиева в Музее истории Азербайджана. Слева висит копия картины Айвазовского «Корабль в бурю». 2010 год